# François Firmin Rouyer
Pour les articles homonymes, voir Rouyer.
François Firmin Rouyer est un homme politique français né le 30 juin 1760 à Vouxey (Vosges) et décédé le 13 février 1834 à Neufchâteau (Vosges).
Avocat à Nancy en 1780, il succède à son père, en 1789, comme subdélégué de l'intendant. Juge de paix et président du district de Neufchâteau sous la Révolution, il est nommé inspecteur des eaux et forêts en 1813. Il est député des Vosges en 1815, pendant les Cent-Jours. Destitué de ses fonctions par la Restauration, il s'occupe d'agriculture.